# Fußball-Club Augsburg 1907 1978-1979
Questa voce raccoglie le informazioni riguardanti il Fußball-Club Augsburg 1907 nelle competizioni ufficiali della stagione 1978-1979.

## Stagione
Nella stagione 1978-1979 l'Augusta, allenato da Werner Sterzik e Hans Cieslarczyk, concluse il campionato di 2. Bundesliga al 18º posto. In Coppa di Germania l'Augusta fu eliminato al secondo turno dal Norimberga.

## Rosa
| N. |                     | Ruolo | Calciatore        |
| -- | ------------------- | ----- | ----------------- |
|    | Germania (bandiera) | P     | Hermann Lutz      |
|    | Germania (bandiera) | P     | Albert Zettler    |
|    | Germania (bandiera) | D     | Rainer Dörr       |
|    | Germania (bandiera) | D     | Ewald Schäffner   |
|    | Germania (bandiera) | D     | Herbert Stahl     |
|    | Germania (bandiera) | C     | Willi Bernecker   |
|    | Germania (bandiera) | C     | Gerhard Förschner |
|    | Germania (bandiera) | C     | Helmut Haller     |
|    | Germania (bandiera) | C     | Kurt Kalchschmid  |

| N. |                     | Ruolo | Calciatore            |
| -- | ------------------- | ----- | --------------------- |
|    | Germania (bandiera) | C     | Reinhard Kindermann   |
|    | Germania (bandiera) | C     | Erich Steer           |
|    | Germania (bandiera) | C     | Armin Veh             |
|    | Germania (bandiera) | A     | Georg Beichle         |
|    | Germania (bandiera) | A     | Harald Greifenegger   |
|    | Germania (bandiera) | A     | Hans Jörg             |
|    | Germania (bandiera) | A     | Arnulf Klein          |
|    | Germania (bandiera) | A     | Hans-Joachim Schnürer |
|    | Germania (bandiera) | A     | Karl-Heinz Stempfle   |

## Organigramma societario
Area tecnica
- Allenatore: Hans Cieslarczyk
- Allenatore in seconda:
- Preparatore dei portieri:
- Preparatori atletici:

## Calciomercato

### Sessione estiva
| Acquisti | Acquisti          | Acquisti         | Acquisti |
| R.       | Nome              | da               | Modalità |
| -------- | ----------------- | ---------------- | -------- |
| C        | Gerhard Förschner | Augusta II       |          |
| C        | Helmut Haller     | Schwenningen     |          |
| P        | Hermann Lutz      | Kickers Würzburg |          |

| Cessioni | Cessioni        | Cessioni         | Cessioni |
| R.       | Nome            | a                | Modalità |
| -------- | --------------- | ---------------- | -------- |
| C        | Miodrag Đurić   | Arīs Salonicco   |          |
| C        | Wolfgang Haug   | TSV Ofterdingen  |          |
| A        | Bernd Lorenz    | First Vienna     |          |
| D        | Heinz Michallik | TSV Neusäß       |          |
| A        | Edgar Schneider | 1. CfR Pforzheim |          |
| C        | Bernd Schuster  | Colonia          |          |
| C        | Peter Szupak    | Ulma             |          |

### Sessione invernale
| Acquisti | Acquisti | Acquisti | Acquisti |
| R.       | Nome     | da       | Modalità |
| -------- | -------- | -------- | -------- |

| Cessioni | Cessioni           | Cessioni               | Cessioni |
| R.       | Nome               | a                      | Modalità |
| -------- | ------------------ | ---------------------- | -------- |
| C        | Manfred Tripbacher | Eintracht Braunschweig |          |

## Risultati

### 2. Bundesliga

#### Girone di andata
| Arbitro: | Luca |

|                         |           |             |
| Klein 22’ Killmaier 50’ | Marcatori | 63’ Beichle |

| Arbitro: | Quindeau |

|                                     |           |                          |
| Beichle 37’ Kindermann 43’ Jörg 69’ | Marcatori | 13’ Henkes 39’ Schindler |

| Arbitro: | Ermer |

|                                            |           |  |
| Herberth 17’ Kohlhäufl 25’ Gerber 34’, 49’ | Marcatori |  |

| Arbitro: | Fleischer |

|             |           |                      |
| Beichle 43’ | Marcatori | 48’ Stöhr 70’ Schenk |

| Arbitro: | Dölfel |

|                   |           |                                       |
| Groppe 72’ (rig.) | Marcatori | 50’ Beichle 70’ Stahl 90’ (rig.) Dörr |

| Augusta 3 settembre 1978 6ª giornata | Augusta | 0 – 0 referto | Eintracht Treviri | Rosenaustadion (3 000 spett.)\| Arbitro: \| Kühne \| |
| Arbitro:                             | Kühne   |               |                   |                                                      |

| Arbitro: | Clajus |

|                                         |           |         |
| Dreher 18’, 42’ Hoffmann 47’ Renner 78’ | Marcatori | 6’ Jörg |

| Arbitro: | Röder |

|                             |           |                         |
| Beichle 6’ Greifenegger 53’ | Marcatori | 38’ Crnjanin 40’ Binder |

| Arbitro: | Sahner |

|                                                         |           |  |
| Bihn 10’ Poulsen 34’ Seubert 66’, 84’, 88’ Seelmann 68’ | Marcatori |  |

| Arbitro: | Tritschler |

|                      |           |          |
| Jörg 30’ Beichle 85’ | Marcatori | 62’ Bitz |

| Arbitro: | Vielsack |

|                                           |           |  |
| Erhart 1’, 3’ Hodel 12’, 82’ Detterer 70’ | Marcatori |  |

| Arbitro: | Föckler |

|                                 |           |                                      |
| Kalchschmid 30’ Dörr 68’ (rig.) | Marcatori | 19’ Heinlein 47’, 57’, 85’ Kirschner |

| Arbitro: | Boos |

|                                      |           |                                    |
| Heck 56’ Unger 77’ (rig.) Müller 85’ | Marcatori | 16’ (rig.) Dörr 51’ Jörg 65’ Klein |

| Arbitro: | Schmoock |

|              |           |  |
| Stempfle 62’ | Marcatori |  |

| Mannheim 11 novembre 1978 15ª giornata | Waldhof Mannheim | 0 – 0 referto | Augusta | Stadion am Alsenweg (1 000 spett.)\| Arbitro: \| Ulm \| |
| Arbitro:                               | Ulm              |               |         |                                                         |

| Arbitro: | Kuhn |

|  |           |                               |
|  | Marcatori | 54’ (aut.) Beichle 69’ Becker |

| Arbitro: | Klauser |

|             |           |                     |
| Beichle 12’ | Marcatori | 11’, 44’ Wiesenthal |

| Arbitro: | Dahler |

|                       |           |          |
| Derigs 66’ Bührer 86’ | Marcatori | 40’ Jörg |

| Arbitro: | Bodmer |

|                                                               |           |                                        |
| Dörr 9’, 58’ (rig.) Beichle 53’, 54’, 75’ Jörg 63’ Haller 86’ | Marcatori | 24’ Schwemmle 28’ Luy 44’ Oleknavicius |

#### Girone di ritorno
| Arbitro: | Binninger |

|                                                   |           |           |
| Kalchschmid 9’ Haller 18’ Bernecker 58’ Steer 84’ | Marcatori | 86’ Klein |

| Arbitro: | Brückner |

|                                  |           |  |
| Eichhorn 42’ Roob 69’ Henkes 88’ | Marcatori |  |

| Arbitro: | Ermer |

|                  |           |                         |
| Greifenegger 21’ | Marcatori | 16’ Sturz 52’ Kohlhäufl |

| Arbitro: | Fleischer |

|                        |           |          |
| Anspann 37’ Wunder 84’ | Marcatori | 44’ Jörg |

| Arbitro: | Glaw |

|  |           |              |
|  | Marcatori | 59’ Kielwein |

| Arbitro: | Jupe |

|                             |           |                |
| Đorđević 26’ Hermandung 43’ | Marcatori | 18’ Kindermann |

| Arbitro: | Schmoock |

|          |           |             |
| Jörg 60’ | Marcatori | 4’ Allgöwer |

| Arbitro: | Therre |

|                             |           |  |
| Susser 17’, 72’ Deinert 86’ | Marcatori |  |

| Arbitro: | Clajus |

|          |           |  |
| Jörg 26’ | Marcatori |  |

| Arbitro: | Reinstädtler |

|                                                    |           |  |
| Völler 29’, 78’ Lottermann 58’ Domes 65’ Kratz 84’ | Marcatori |  |

| Arbitro: | Sahner |

|          |           |                |
| Stahl 3’ | Marcatori | 43’ Schwickert |

| Arbitro: | Drescher |

|                                          |           |                 |
| Pankotsch 35’ Heinlein 66’ Kirschner 71’ | Marcatori | 85’ Kalchschmid |

| Arbitro: | Correll |

|                                                 |           |                                        |
| Jörg 12’ (rig.), 40’ Stempfle 51’ Bernecker 86’ | Marcatori | 31’ Traser 37’ (aut.) Klein 48’ Künkel |

| Arbitro: | Gschwender |

|                         |           |  |
| Sommerer 29’ Breuer 60’ | Marcatori |  |

| Arbitro: | Gaus |

|              |           |  |
| Stempfle 50’ | Marcatori |  |

| Arbitro: | Therre |

|                                   |           |  |
| Krauth 70’, 74’ Behr 85’ Bold 87’ | Marcatori |  |

| Arbitro: | Engel |

|                                  |           |  |
| Sandhowe 59’, 80’ Krech 61’, 88’ | Marcatori |  |

| Arbitro: | Vielsack |

|                                                       |           |                     |
| Klein 11’ Förschner 40’ Schnürer 64’, 75’ Beichle 87’ | Marcatori | 47’ Bente 79’ Marek |

| Arbitro: | Hontheim |

|                                                          |           |                                                   |
| Schleiter 42’, 50’ (rig.) Schwemmle 53’ Dymalla 77’, 83’ | Marcatori | 24’ Beichle 44’, 72’ Schnürer 70’, 75’, 85’ Klein |

### Coppa di Germania
| Arbitro: | Bodmer |

|                                           |           |                          |
| Beichle 20’, 30’, 55’ Stempfle 51’ (rig.) | Marcatori | 35’ Marković 85’ Spinner |

| Arbitro: | Joos |

|             |           |                                |
| Beichle 64’ | Marcatori | 5’, 46’ Walitza 40’ Živaljević |

## Statistiche

### Statistiche di squadra
| Competizione      | Punti | In casa | In casa | In casa | In casa | In casa | In casa | In trasferta | In trasferta | In trasferta | In trasferta | In trasferta | In trasferta | Totale | Totale | Totale | Totale | Totale | Totale | DR  |
| Competizione      | Punti | G       | V       | N       | P       | Gf      | Gs      | G            | V            | N            | P            | Gf           | Gs           | G      | V      | N      | P      | Gf     | Gs     | DR  |
| ----------------- | ----- | ------- | ------- | ------- | ------- | ------- | ------- | ------------ | ------------ | ------------ | ------------ | ------------ | ------------ | ------ | ------ | ------ | ------ | ------ | ------ | --- |
| 2. Bundesliga     | 28    | 19      | 9       | 4       | 6       | 37      | 29      | 19           | 2            | 2            | 15           | 18           | 60           | 38     | 11     | 6      | 21     | 55     | 89     | -34 |
| Coppa di Germania | -     | 2       | 1       | 0       | 1       | 5       | 5       | 0            | 0            | 0            | 0            | 0            | 0            | 2      | 1      | 0      | 1      | 5      | 5      | 0   |
| Totale            | 28    | 21      | 10      | 4       | 7       | 42      | 34      | 19           | 2            | 2            | 15           | 18           | 60           | 40     | 12     | 6      | 22     | 60     | 94     | -34 |

### Andamento in campionato
| Giornata  | 1  | 2 | 3  | 4  | 5  | 6  | 7  | 8  | 9  | 10 | 11 | 12 | 13 | 14 | 15 | 16 | 17 | 18 | 19 | 20 | 21 | 22 | 23 | 24 | 25 | 26 | 27 | 28 | 29 | 30 | 31 | 32 | 33 | 34 | 35 | 36 | 37 | 38 |
| --------- | -- | - | -- | -- | -- | -- | -- | -- | -- | -- | -- | -- | -- | -- | -- | -- | -- | -- | -- | -- | -- | -- | -- | -- | -- | -- | -- | -- | -- | -- | -- | -- | -- | -- | -- | -- | -- | -- |
| Luogo     | T  | C | T  | C  | T  | C  | T  | C  | T  | C  | T  | C  | T  | C  | T  | C  | C  | T  | C  | C  | T  | C  | T  | C  | T  | C  | T  | C  | T  | C  | T  | C  | T  | C  | T  | T  | C  | T  |
| Risultato | P  | V | P  | P  | V  | N  | P  | N  | P  | V  | P  | P  | N  | V  | N  | P  | P  | P  | V  | V  | P  | P  | P  | P  | P  | N  | P  | V  | P  | N  | P  | V  | P  | V  | P  | P  | V  | V  |
| Posizione | 14 | 9 | 17 | 18 | 14 | 15 | 16 | 14 | 15 | 15 | 15 | 17 | 16 | 14 | 15 | 16 | 17 | 17 | 16 | 14 | 15 | 16 | 17 | 19 | 20 | 19 | 19 | 19 | 20 | 20 | 20 | 19 | 19 | 19 | 20 | 20 | 19 | 18 |

Legenda:

Luogo: C = Casa; T = Trasferta. Risultato: V = Vittoria; N = Pareggio; P = Sconfitta.

### Statistiche dei giocatori
| Giocatore       | 2. Bundesliga | 2. Bundesliga | 2. Bundesliga | 2. Bundesliga | Coppa di Germania | Coppa di Germania | Coppa di Germania | Coppa di Germania | Totale   | Totale | Totale      | Totale     |
| Giocatore       | Presenze      | Reti          | Ammonizioni   | Espulsioni    | Presenze          | Reti              | Ammonizioni       | Espulsioni        | Presenze | Reti   | Ammonizioni | Espulsioni |
| --------------- | ------------- | ------------- | ------------- | ------------- | ----------------- | ----------------- | ----------------- | ----------------- | -------- | ------ | ----------- | ---------- |
| G. Beichle      | 38            | 12            | 2             | 0             | 2                 | 4                 | 0                 | 0                 | 40       | 16     | 2           | 0          |
| W. Bernecker    | 29            | 2             | 3             | 0             | 1                 | 0                 | 0                 | 0                 | 30       | 2      | 3           | 0          |
| R. Dörr         | 36            | 5             | 4             | 0             | 2                 | 0                 | 0                 | 0                 | 38       | 5      | 4           | 0          |
| G. Förschner    | 6             | 1             | 0             | 0             | 1                 | 0                 | 0                 | 0                 | 7        | 1      | 0           | 0          |
| H. Greifenegger | 24            | 2             | 1             | 0             | 0                 | 0                 | 0                 | 0                 | 24       | 2      | 1           | 0          |
| H. Haller       | 15            | 2             | 3             | 0             | 0                 | 0                 | 0                 | 0                 | 15       | 2      | 3           | 0          |
| H. Jörg         | 31            | 11            | 3             | 0             | 2                 | 0                 | 0                 | 0                 | 33       | 11     | 3           | 0          |
| K. Kalchschmid  | 37            | 3             | 9             | 0             | 2                 | 0                 | 0                 | 0                 | 39       | 3      | 9           | 0          |
| R. Kindermann   | 32            | 2             | 3             | 0             | 2                 | 0                 | 0                 | 0                 | 34       | 2      | 3           | 0          |
| A. Klein        | 26            | 5             | 2             | 0             | 1                 | 0                 | 0                 | 0                 | 27       | 5      | 2           | 0          |
| H. Lutz         | 26            | 0             | 1             | 0             | 0                 | 0                 | 0                 | 0                 | 26       | 0      | 1           | 0          |
| H. Schnürer     | 8             | 4             | 0             | 0             | 1                 | 0                 | 0                 | 0                 | 9        | 4      | 0           | 0          |
| E. Schäffner    | 22            | 0             | 2             | 0             | 2                 | 0                 | 0                 | 0                 | 24       | 0      | 2           | 0          |
| H. Stahl        | 32            | 2             | 5             | 1             | 1                 | 0                 | 0                 | 0                 | 33       | 2      | 5           | 1          |
| E. Steer        | 38            | 1             | 7             | 0             | 2                 | 0                 | 1                 | 0                 | 40       | 1      | 8           | 0          |
| K. Stempfle     | 36            | 3             | 4             | 0             | 2                 | 1                 | 0                 | 0                 | 38       | 4      | 4           | 0          |
| M. Tripbacher   | 17            | 0             | 1             | 0             | 2                 | 0                 | 0                 | 0                 | 19       | 0      | 1           | 0          |
| A. Veh          | 7             | 0             | 1             | 0             | 0                 | 0                 | 0                 | 0                 | 7        | 0      | 1           | 0          |
| A. Zettler      | 13            | 0             | 0             | 0             | 2                 | 0                 | 0                 | 0                 | 15       | 0      | 0           | 0          |